# Mordellistena irfianorum
Mordellistena irfianorum es una especie de coleóptero de la familia Mordellidae.

## Distribución geográfica
Habita en las islas  Leeward.